# FC Utrecht
FC Utrecht este un club de fotbal neerlandez fondat pe 1 iulie 1970, având sediul în Utrecht. Culorile clubului sunt roșu și alb.

## Istoric
FC Utrecht a fost fondat prin fuzionarea a trei cluburi din orașul Utrecht: DOS, Elinkwijk și Velox.
DOS a câștigat campionatul național în anul 1958. În istoria modernă, FC Utrecht  a câștigat de trei ori Cupa KNVB (Cupa Olandei): în 1985, 2003 și 2004. În 2004,  FC Utrecht a câștigat și Cupa Johan Cruijff.
FC Utrecht este primul club care nu face parte din "grupul celor trei granzi" (compus din Ajax Amsterdam, Feyenoord și PSV), care reușește să câștige acest trofeu. FC Utrecht nu a retrogradat niciodată.
Meciurile de acasă sunt jucate pe stadionul Galgenwaard, cu o capacitate de 24.426 locuri. Cea mai mare audiență s-a înregistrat în sezonul 2006/2007, când au fost ocupate 20.004 locuri.

## Palmares
- Eredivisie
  - Câștigător: 1957-58 (ca DOS)

- Cupa KNVB
  - Câștigători:  1985, 2003, 2004
  - Locul doi:  1982, 2002

- Johan Cruijff-schaal
  - Câștigători: 2004
  - Locul doi:  2003

## Suporterii
Suporterii lui FC Utrecht sunt cunoscuți pentru violența de care dau dovadă la meciurile de pe teren propriu, stadionul fiind un adevărat vulcan.
La derbyurile cu Ajax, Feyenoord sau PSV, violențele sunt de nivel mare, suporterii lui Utrecht fiind adevărați ultrași organizați în mai multe grupări.

## Jucători notabili
| Olanda - Frans Adelaar - Co Adriaanse - Dick Advocaat - Edson Braafheid - Hans van Breukelen - Dave van den Bergh - Joost Broerse - Harry Decheiver - Jan-Willem van Ede - Henk Fräser - Mitchell van der Gaag - Willem van Hanegem - Jean-Paul de Jong - John de Jong - Johan de Kock - Gert Kruys - Dirk Kuyt - John van Loen - Theo Lucius - Michael Mols - Edu Nandlal - Robin Nelisse - Harald Wapenaar - Rob Witschge - Jan Wouters - Patrick Zwaanswijk - Edwin Gorter - Ferdi Vierklau - Rick Kruys - Eric Willaerts Belgia - Stefaan Tanghe - Tom van Mol - Stijn Vreven - Jan Wuytens - Dries Mertens - Tom Caluwé | Finlanda - Paulus Roiha Franța - Marc-Antoine Fortuné - David Di Tommaso Ungaria - Tibor Dombi Indonezia - Irfan Bachdim Japonia - Toshiya Fujita Liberia - Dionysius Sebwe Maroc - Adil Ramzi - Ali Boussaboun Polonia - Włodzimierz Smolarek România - Lucian Sânmărtean Scoția - Scott Booth SUA - John O'Brien Iugoslavia - Igor Gluscevic - Srđan Obradović |